# Pascual Pérez (baseball)
Pour les articles homonymes, voir Pérez et Pascual Pérez.
Pascual Pérez Cutá, né le 17 mai 1957 à San Cristóbal et mort le 1er novembre 2012 à San Gregorio de Nigua, dans la province de San Cristóbal, est un joueur de baseball dominicain, lanceur droitier. Pérez, qui a joué de 1980 à 1991 dans les Ligues majeures, était aussi renommé pour ses excentricités sur le terrain.

## Carrière
Pascual Pérez est « découvert » en 1976 par Neftalí Cruz, un dépisteur des Pirates de Pittsburgh actif en République dominicaine où il avait également recruté des joueurs tels Tony Pena et Rafael Belliard. Mis sous contrat par les Pirates le 27 janvier 1976, Pérez fait ses débuts dans les majeures le 7 mai 1980. Il effectue à peine deux départs cette année-là et connait des ennuis à sa première saison complète, avec seulement deux victoires contre sept défaites en 1981.
Le 30 mai 1982, les Pirates l'échangent aux Braves d'Atlanta en retour du lanceur Larry McWilliams. Pérez connaîtra ses deux meilleures saisons en carrière chez les Braves. En 1983, il atteint un sommet personnel de 15 victoires (contre 8 défaites) et 144 retraits sur des prises.
Durant la saison morte 1983-1984, Pérez est arrêté en République dominicaine pour possession de cocaïne. Il ne rejoindra les Braves qu'en mai 1984, plusieurs semaines après le début de la campagne. Cette années-là, il présente un dossier de 14-8 avec un sommet personnel de 145 retraits sur des prises.
Libéré par les Braves le 1er avril 1986, il rate toute la saison, puis signe un contrat des ligues mineures en tant qu'agent libre avec les Expos de Montréal en 1987. Il ne rejoint le club qu'en août, mais termine l'année en force avec une fiche impeccable de 7-0, avec 58 retraits au bâton en 52 manches lancées et une moyenne de points mérités de 2,30. En 1988, il connait sa dernière saison gagnante dans les majeures, présentant une fiche de 12-8 dans l'uniforme montréalais.
Devenu joueur autonome à l'issue de la campagne 1989, il signe avec les Yankees de New York. Le droitier y passera les deux dernières saisons de sa carrière, mais n'effectuera que 17 départs au total (fiche de 1-2 en 1990 et de 2-4 en 1991). Pérez connaîtra à nouveau des problèmes de drogue, ce qui amènera la Ligue majeure à le suspendre pour toute la saison 1992, mais le Dominicain choisira plutôt de prendre sa retraite. Son dossier en carrière est de 67 gains et 68 revers.
Deux des frères de Pascual Pérez, Melido Pérez et Carlos Pérez, ont été lanceurs dans les Ligues majeures de baseball, ainsi que son cousin Yorkis Pérez.

## Style
Outre ses démêlés à l'extérieur du terrain, Pascual Pérez attirait également l'attention par ses nombreuses excentricités durant les matchs ainsi que pour son look, cheveux longs tressés et chaînes en or. Il attirait souvent l'ire de ses adversaires en manifestant sa joie après un retrait sur des prises ou en mimant avec ses doigts le geste d'appuyer sur la gâchette d'un revolver en pointant les frappeurs.
Alors que la majorité des joueurs retraitent calmement à la fin d'une demi-manche en défensive, Pérez se ruait littéralement sur l'abri des joueurs et sautait par-dessus les lignes de démarcation du terrain.
À Atlanta, Pérez fut surnommé « I-285 », en référence à l'Interstate 285, une autoroute de la région. Le lanceur obtint ce sobriquet à la suite d'un incident survenu le 19 août 1982 alors qu'il devait être le lanceur partant pour les Braves mais ne se présenta jamais à temps au stade, s'étant perdu en voiture sur l'autoroute I-285 en essayant de se rendre au Fulton County Stadium pour le match.
Pascual Pérez possédait à son arsenal de lancer une balle Eephus, ou « balle arc-en-ciel ». Ce tir particulier et plutôt rare, très lent et décrivant un arc en se rendant vers le receveur, avait pour effet de déstabiliser le frappeur. Enfin, le lanceur longiligne (1,88 m et 73 kg) s'amusait, incliné vers l'avant, à jeter un coup d'œil entre ses jambes pour ramener à l'ordre un coureur trop éloigné du premier but, plutôt que de se retourner vers le coussin pour feindre un relais ou de simplement tourner la tête en direction du coureur.

## Mort
Pascual Pérez est retrouvé mort le 1er novembre 2012 à sa résidence de San Gregorio de Nigua, San Cristóbal, en République dominicaine, vraisemblablement poignardé. Le vol de sa pension d'ancien joueur, qu'il avait touchée la veille, serait le motif du crime. Selon son frère Melido, Pascual Pérez souffrait à ce moment d'une grave maladie du foie. Il avait 55 ans. Trois suspects sont arrêtés dans les jours qui suivent par la police dominicaine, qui dit chercher deux autres individus en relation avec ce crime.